# Copa del Emperador 2017
La 97.ª Copa del Emperador (第97回天皇杯全日本サッカー選手権大会 Dai 97-kai Tennōhai Zennihon Sakkā Senshuken Taikai?) fue la edición 2017 de dicha competición de fútbol, la más antigua de Japón. El torneo comenzó el 22 de abril de 2017 y terminó el 1 de enero de 2018.
El campeón fue Cerezo Osaka, tras vencer en la final a Yokohama F. Marinos. Por lo mismo, disputó la Supercopa de Japón 2018 ante Kawasaki Frontale, vencedor de la J1 League, y obtuvo la segunda plaza de la Asociación de Fútbol de Japón en la Liga de Campeones de la AFC 2018.

## Calendario
| Etapa            | Fechas                                  | Número de equipos participantes | Observaciones                                                    |
| ---------------- | --------------------------------------- | ------------------------------- | ---------------------------------------------------------------- |
| Primera ronda    | 22 y 23 de abril de 2017                | 48 (47+1) → 24                  | - 47: ganadores de copas prefecturales - 1: mejor equipo amateur |
| Segunda ronda    | 21 de junio de 2017                     | 64 (24+40) → 32                 | - 18: clubes de la J1 - 22: clubes de la J2                      |
| Tercera ronda    | 12 de julio de 2017 2 de agosto de 2017 | 32 → 16                         | - Participación de los ganadores de la Segunda ronda             |
| Octavos de final | 20 de septiembre de 2017                | 16 → 8                          | - Participación de los ganadores de la Tercera ronda             |
| Cuartos de final | 25 de octubre de 2017                   | 8 → 4                           | - Participación de los ganadores de los octavos de final         |
| Semifinales      | 23 de diciembre de 2017                 | 4 → 2                           | - Participación de los ganadores de los cuartos de final         |
| Final            | 1 de enero de 2018                      | 2 → 1                           | - Participación de los ganadores de las semifinales              |

1. ↑  El partido entre Vanraure Hachinohe y Nagoya Grampus fue postergado por lluvia el 12 de julio. El partido continuó desde el momento de interrupción (minuto 60, con Nagoya Grampus ganando 1-0) el 2 de agosto.

## Equipos participantes
88 formaron parte del torneo. Todos los clubes de la J1 League 2017 y todos los de la J2 League 2017 comenzaron su participación en la segunda ronda del certamen, mientras que los restantes equipos iniciaron su campaña en la primera rueda.

### J1 League
Todos los 18 equipos pertenecientes a la J1 League 2017.
- Albirex Niigata
- Cerezo Osaka
- Gamba Osaka
- Hokkaido Consadole Sapporo
- Júbilo Iwata
- Kashima Antlers
- Kashiwa Reysol
- Kawasaki Frontale
- Omiya Ardija
- Sagan Tosu
- Sanfrecce Hiroshima
- Shimizu S-Pulse
- F.C. Tokyo
- Urawa Red Diamonds
- Vegalta Sendai
- Ventforet Kofu
- Vissel Kobe
- Yokohama F. Marinos

### J2 League
Todos los 22 equipos pertenecientes a la J2 League 2017.
- Avispa Fukuoka
- Ehime F.C.
- Fagiano Okayama
- F.C. Gifu
- JEF United Chiba
- Kamatamare Sanuki
- Kyoto Sanga
- Machida Zelvia
- Matsumoto Yamaga
- Mito HollyHock
- Montedio Yamagata
- Nagoya Grampus
- Oita Trinita
- Renofa Yamaguchi
- Roasso Kumamoto
- Shonan Bellmare
- Thespakusatsu Gunma
- Tokushima Vortis
- Tokyo Verdy
- V-Varen Nagasaki
- Yokohama F.C.
- Zweigen Kanazawa

### Mejor equipo amateur
- Honda F.C.

### Representantes de las prefecturas
- Maruyasu Okazaki
- Blaublitz Akita
- Vanraure Hachinohe
- Briobecca Urayasu
- F.C. Imabari
- Saurcos Fukui
- Giravanz Kitakyushu
- Iwaki F.C.
- Universidad Gifu Keizai
- Tonan Maebashi
- SRC Hiroshima
- Norbritz Hokkaido
- Banditonce Kakogawa
- Universidad de Tsukuba
- Universidad de Hokuriku
- Grulla Morioka
- R. Velho Takamatsu
- Kagoshima United
- YSCC Yokohama
- Amitie SC Kyoto
- Kochi United
- Kumamoto Teachers S.C.
- Suzuka Unlimited
- Sony Sendai
- Universidad Miyazaki Sangyo-keiei
- Nagano Parceiro
- MD Nagasaki
- Nara Club
- Universidad de Salud y Bienestar de Niigata
- Verspah Oita
- Mitsubishi Mizushima
- F.C. Ryukyu
- F.C. Osaka
- Universidad de Saga
- Universidad Internacional de Tokio
- Universidad Deportiva Biwako Seikei
- Matsue City
- Azul Claro Numazu
- Tochigi Uva F.C.
- Universidad de Kokushikan
- Tokushima Celeste
- Gainare Tottori
- Kataller Toyama
- Arterivo Wakayama
- Parafrente Yonezawa
- Universidad de Tokuyama
- Nirasaki Astros

## Resultados

### Fase preliminar
Los cruces de esta fase se anunciaron el 16 de febrero de 2017.

#### Primera ronda
| Fecha       | Ciudad     | Local                             | Resultado   | Visitante                                   |
| ----------- | ---------- | --------------------------------- | ----------- | ------------------------------------------- |
| 22 de abril | Wakayama   | Arterivo Wakayama                 | 2:3 (t.s.)  | Maruyasu Okazaki                            |
| 22 de abril | Fukushima  | Iwaki F.C.                        | 8:2         | Norbritz Hokkaido                           |
| 23 de abril | Kitakyushu | Giravanz Kitakyushu               | 10:0        | R. Velho Takamatsu                          |
| 23 de abril | Kōfu       | Nirasaki Astros                   | 1:5         | Briobecca Urayasu                           |
| 22 de abril | Nagano     | Nagano Parceiro                   | 1:0         | Suzuka Unlimited                            |
| 23 de abril | Okinawa    | F.C. Ryukyu                       | (3) 5:5 (5) | F.C. Imabari                                |
| 23 de abril | Ōita       | Verspah Oita                      | 2:1         | Kochi United                                |
| 23 de abril | Hamamatsu  | Honda F.C.                        | 3:1 (t.s.)  | Universidad Deportiva Biwako Seikei         |
| 22 de abril | Akita      | Blaublitz Akita                   | 1:2         | Universidad de Kokushikan                   |
| 22 de abril | Maebashi   | Tonan Maebashi                    | 1:0         | Universidad Internacional de Tokio          |
| 23 de abril | Hiratsuka  | YSCC Yokohama                     | 1:2         | Universidad de Tsukuba                      |
| 22 de abril | Miyazaki   | Universidad Miyazaki Sangyo-keiei | 2:1         | Universidad de Tokuyama                     |
| 23 de abril | Morioka    | Grulla Morioka                    | 2:0         | Sony Sendai                                 |
| 22 de abril | Kanazawa   | Universidad de Hokuriku           | 0:2 (t.s.)  | Banditonce Kakogawa                         |
| 22 de abril | Gifu       | Universidad Gifu Keizai           | 1:3         | Universidad de Salud y Bienestar de Niigata |
| 23 de abril | Toyama     | Kataller Toyama                   | 1:0         | Amitie SC Kyoto                             |
| 22 de abril | Osaka      | F.C. Osaka                        | 4:1         | Universidad de Saga                         |
| 22 de abril | Numazu     | Azul Claro Numazu                 | 1:0         | Saurcos Fukui                               |
| 22 de abril | Utsunomiya | Tochigi Uva F.C.                  | 6:1         | Parafrente Yonezawa                         |
| 22 de abril | Nara       | Nara Club                         | 0:1 (t.s.)  | Vanraure Hachinohe                          |
| 23 de abril | Fukuyama   | SRC Hiroshima                     | 1:0         | Mitsubishi Mizushima                        |
| 23 de abril | Tottori    | Gainare Tottori                   | 0:1         | Kagoshima United                            |
| 23 de abril | Kumamoto   | Kumamoto Teachers S.C.            | 0:4         | Matsue City                                 |
| 22 de abril | Naruto     | FC Tokushima Celeste              | 1:2         | MD Nagasaki                                 |

#### Segunda ronda
| Fecha       | Ciudad    | Local                      | Resultado   | Visitante                                   |
| ----------- | --------- | -------------------------- | ----------- | ------------------------------------------- |
| 21 de junio | Kashima   | Kashima Antlers            | 5:0         | Maruyasu Okazaki                            |
| 21 de junio | Tendō     | Montedio Yamagata          | 1:0 (t.s.)  | V-Varen Nagasaki                            |
| 21 de junio | Sapporo   | Hokkaido Consadole Sapporo | 2:5 (t.s.)  | Iwaki F.C.                                  |
| 21 de junio | Shizuoka  | Shimizu S-Pulse            | 4:1         | Giravanz Kitakyushu                         |
| 21 de junio | Kashiwa   | Kashiwa Reysol             | 1:0         | Briobecca Urayasu                           |
| 21 de junio | Machida   | Machida Zelvia             | 2:4         | Oita Trinita                                |
| 21 de junio | Chōfu     | F.C. Tokyo                 | (4) 1:1 (5) | Nagano Parceiro                             |
| 21 de junio | Okayama   | Fagiano Okayama            | (5) 0:0 (3) | F.C. Imabari                                |
| 21 de junio | Suita     | Gamba Osaka                | 3:0         | Verspah Oita                                |
| 21 de junio | Chiba     | JEF United Chiba           | 1:0         | Tokyo Verdy                                 |
| 21 de junio | Iwata     | Júbilo Iwata               | (5) 2:2 (4) | Honda F.C.                                  |
| 21 de junio | Hiratsuka | Shonan Bellmare            | 1:0 (t.s.)  | Universidad de Kokushikan                   |
| 21 de junio | Saitama   | Omiya Ardija               | 3:0         | Tonan Maebashi                              |
| 21 de junio | Matsuyama | Ehime F.C.                 | 2:1         | Kamatamare Sanuki                           |
| 21 de junio | Sendai    | Vegalta Sendai             | 2:3         | Universidad de Tsukuba                      |
| 21 de junio | Fukuoka   | Avispa Fukuoka             | 4:2         | Universidad Miyazaki Sangyo-keiei           |
| 21 de junio | Saitama   | Urawa Red Diamonds         | 3:2         | Grulla Morioka                              |
| 21 de junio | Mito      | Mito HollyHock             | 1:2 (t.s.)  | Roasso Kumamoto                             |
| 21 de junio | Niigata   | Albirex Niigata            | 2:1 (t.s.)  | Banditonce Kakogawa                         |
| 21 de junio | Osaka     | Cerezo Osaka               | 2:0         | Universidad de Salud y Bienestar de Niigata |
| 21 de junio | Kōbe      | Vissel Kobe                | 3:1         | Kataller Toyama                             |
| 21 de junio | Kanazawa  | Zweigen Kanazawa           | 2:0         | Yokohama F.C.                               |
| 21 de junio | Yokohama  | Yokohama F. Marinos        | 3:1         | F.C. Osaka                                  |
| 21 de junio | Kioto     | Kyoto Sanga                | 0:1         | Azul Claro Numazu                           |
| 21 de junio | Kawasaki  | Kawasaki Frontale          | 2:0         | Tochigi Uva F.C.                            |
| 21 de junio | Yamaguchi | Renofa Yamaguchi           | 1:2         | Thespakusatsu Gunma                         |
| 21 de junio | Kōfu      | Ventforet Kofu             | 0:1         | Vanraure Hachinohe                          |
| 21 de junio | Nagoya    | Nagoya Grampus             | 6:0         | SRC Hiroshima                               |
| 21 de junio | Fukuyama  | Sanfrecce Hiroshima        | 3:2         | Kagoshima United                            |
| 21 de junio | Naruto    | Tokushima Vortis           | 0:3         | F.C. Gifu                                   |
| 21 de junio | Tosu      | Sagan Tosu                 | 3:0         | Matsue City                                 |
| 21 de junio | Matsumoto | Matsumoto Yamaga           | 4:0         | MD Nagasaki                                 |

#### Tercera ronda
| Fecha       | Ciudad    | Local                  | Resultado  | Visitante           |
| ----------- | --------- | ---------------------- | ---------- | ------------------- |
| 12 de julio | Tendō     | Kashima Antlers        | 5:0        | Montedio Yamagata   |
| 12 de julio | Shizuoka  | Iwaki F.C.             | 0:2        | Shimizu S-Pulse     |
| 12 de julio | Ōita      | Kashiwa Reysol         | 2:0        | Oita Trinita        |
| 12 de julio | Nagano    | Nagano Parceiro        | 1:0        | Fagiano Okayama     |
| 12 de julio | Chiba     | Gamba Osaka            | 2:0        | JEF United Chiba    |
| 12 de julio | Hiratsuka | Júbilo Iwata           | 4:1        | Shonan Bellmare     |
| 12 de julio | Matsuyama | Omiya Ardija           | 3:2 (t.s.) | Ehime F.C.          |
| 12 de julio | Mito      | Universidad de Tsukuba | 2:1        | Avispa Fukuoka      |
| 12 de julio | Saitama   | Urawa Red Diamonds     | 1:0        | Roasso Kumamoto     |
| 12 de julio | Niigata   | Albirex Niigata        | 2:3 (t.s.) | Cerezo Osaka        |
| 12 de julio | Kanazawa  | Vissel Kobe            | 3:1        | Zweigen Kanazawa    |
| 12 de julio | Yokohama  | Yokohama F. Marinos    | 4:2        | Azul Claro Numazu   |
| 12 de julio | Maebashi  | Kawasaki Frontale      | 4:0        | Thespakusatsu Gunma |
| 12 de julio | Nagoya    | Vanraure Hachinohe     | 1:2        | Nagoya Grampus      |
| 12 de julio | Gifu      | Sanfrecce Hiroshima    | 2:1        | F.C. Gifu           |
| 12 de julio | Matsumoto | Sagan Tosu             | 1:2        | Matsumoto Yamaga    |

### Fase final
Los cruces de esta fase se sortearon el 7 de agosto de 2017.

#### Cuadro de desarrollo
|  | Octavos de final           | Octavos de final    |                            |       | Cuartos de final | Cuartos de final |  |  | Semifinales     | Semifinales     |  |  | Final              | Final              |
|  | 20 de septiembre           | 20 de septiembre    |                            |       | 25 de octubre    | 25 de octubre    |  |  | 23 de diciembre | 23 de diciembre |  |  | 1 de enero de 2018 | 1 de enero de 2018 |
|  |                            |                     |                            |       |                  |                  |  |  |                 |                 |  |  |                    |                    |
|  |                            |                     |                            |       |                  |                  |  |  |                 |                 |  |  |                    |                    |
|  |                            |                     |                            |       |                  |                  |  |  |                 |                 |  |  |                    |                    |
|  | Matsumoto Yamaga           | 0                   |                            |       |                  |                  |  |  |                 |                 |  |  |                    |                    |
|  | Matsumoto Yamaga           | 0                   |                            |       |                  |                  |  |  |                 |                 |  |  |                    |                    |
|  | Vissel Kobe                | 2                   |                            |       |                  |                  |  |  |                 |                 |  |  |                    |                    |
|  | Vissel Kobe                | 2                   | Vissel Kobe (p)            | 1 (5) |                  |                  |  |  |                 |                 |  |  |                    |                    |
|  |                            |                     |                            | 1 (5) |                  |                  |  |  |                 |                 |  |  |                    |                    |
|  |                            | Kashima Antlers     | 1 (4)                      |       |                  |                  |  |  |                 |                 |  |  |                    |                    |
|  | Urawa Red Diamonds         | Kashima Antlers     | 1 (4)                      | 2     |                  |                  |  |  |                 |                 |  |  |                    |                    |
|  | Urawa Red Diamonds         |                     |                            | 2     |                  |                  |  |  |                 |                 |  |  |                    |                    |
|  | Kashima Antlers            | 4                   |                            |       |                  |                  |  |  |                 |                 |  |  |                    |                    |
|  | Kashima Antlers            | 4                   | Vissel Kobe                | 1     |                  |                  |  |  |                 |                 |  |  |                    |                    |
|  |                            |                     |                            | 1     |                  |                  |  |  |                 |                 |  |  |                    |                    |
|  |                            | Cerezo Osaka (t.s.) | 3                          |       |                  |                  |  |  |                 |                 |  |  |                    |                    |
|  | Cerezo Osaka               | Cerezo Osaka (t.s.) | 3                          | 1     |                  |                  |  |  |                 |                 |  |  |                    |                    |
|  | Cerezo Osaka               |                     |                            | 1     |                  |                  |  |  |                 |                 |  |  |                    |                    |
|  | Nagoya Grampus             | 0                   |                            |       |                  |                  |  |  |                 |                 |  |  |                    |                    |
|  | Nagoya Grampus             | 0                   | Cerezo Osaka               | 2     |                  |                  |  |  |                 |                 |  |  |                    |                    |
|  |                            |                     |                            | 2     |                  |                  |  |  |                 |                 |  |  |                    |                    |
|  |                            | Omiya Ardija        | 0                          |       |                  |                  |  |  |                 |                 |  |  |                    |                    |
|  | Universidad de Tsukuba     | Omiya Ardija        | 0                          | 0     |                  |                  |  |  |                 |                 |  |  |                    |                    |
|  | Universidad de Tsukuba     |                     |                            | 0     |                  |                  |  |  |                 |                 |  |  |                    |                    |
|  | Omiya Ardija               | 2                   |                            |       |                  |                  |  |  |                 |                 |  |  |                    |                    |
|  | Omiya Ardija               | 2                   | Cerezo Osaka (t.s.)        | 2     |                  |                  |  |  |                 |                 |  |  |                    |                    |
|  |                            |                     |                            | 2     |                  |                  |  |  |                 |                 |  |  |                    |                    |
|  |                            | Yokohama F. Marinos | 1                          |       |                  |                  |  |  |                 |                 |  |  |                    |                    |
|  | Yokohama F. Marinos (t.s.) | Yokohama F. Marinos | 1                          | 3     |                  |                  |  |  |                 |                 |  |  |                    |                    |
|  | Yokohama F. Marinos (t.s.) |                     |                            | 3     |                  |                  |  |  |                 |                 |  |  |                    |                    |
|  | Sanfrecce Hiroshima        | 2                   |                            |       |                  |                  |  |  |                 |                 |  |  |                    |                    |
|  | Sanfrecce Hiroshima        | 2                   | Yokohama F. Marinos        | 1     |                  |                  |  |  |                 |                 |  |  |                    |                    |
|  |                            |                     |                            | 1     |                  |                  |  |  |                 |                 |  |  |                    |                    |
|  |                            | Júbilo Iwata        | 0                          |       |                  |                  |  |  |                 |                 |  |  |                    |                    |
|  | Nagano Parceiro            | Júbilo Iwata        | 0                          | 0     |                  |                  |  |  |                 |                 |  |  |                    |                    |
|  | Nagano Parceiro            |                     |                            | 0     |                  |                  |  |  |                 |                 |  |  |                    |                    |
|  | Júbilo Iwata               | 1                   |                            |       |                  |                  |  |  |                 |                 |  |  |                    |                    |
|  | Júbilo Iwata               | 1                   | Yokohama F. Marinos (t.s.) | 2     |                  |                  |  |  |                 |                 |  |  |                    |                    |
|  |                            |                     |                            | 2     |                  |                  |  |  |                 |                 |  |  |                    |                    |
|  |                            | Kashiwa Reysol      | 1                          |       |                  |                  |  |  |                 |                 |  |  |                    |                    |
|  | Kawasaki Frontale          | Kashiwa Reysol      | 1                          | 4     |                  |                  |  |  |                 |                 |  |  |                    |                    |
|  | Kawasaki Frontale          |                     |                            | 4     |                  |                  |  |  |                 |                 |  |  |                    |                    |
|  | Shimizu S-Pulse            | 1                   |                            |       |                  |                  |  |  |                 |                 |  |  |                    |                    |
|  | Shimizu S-Pulse            | 1                   | Kawasaki Frontale          | 0     |                  |                  |  |  |                 |                 |  |  |                    |                    |
|  |                            |                     |                            | 0     |                  |                  |  |  |                 |                 |  |  |                    |                    |
|  |                            | Kashiwa Reysol      | 1                          |       |                  |                  |  |  |                 |                 |  |  |                    |                    |
|  | Gamba Osaka                | Kashiwa Reysol      | 1                          | 2     |                  |                  |  |  |                 |                 |  |  |                    |                    |
|  | Gamba Osaka                |                     |                            | 2     |                  |                  |  |  |                 |                 |  |  |                    |                    |
|  | Kashiwa Reysol             | 3                   |                            |       |                  |                  |  |  |                 |                 |  |  |                    |                    |
|  | Kashiwa Reysol             | 3                   |                            |       |                  |                  |  |  |                 |                 |  |  |                    |                    |

- Los horarios de los partidos corresponden al huso horario de Japón: (UTC+9)

#### Octavos de final
| Fecha            | Ciudad    | Estadio                   | Local                  | Resultado  | Visitante           |
| ---------------- | --------- | ------------------------- | ---------------------- | ---------- | ------------------- |
| 20 de septiembre | Matsumoto | Estadio de Matsumoto      | Matsumoto Yamaga       | 0:2        | Vissel Kobe         |
| 20 de septiembre | Kumagaya  | Estadio Atlético          | Urawa Red Diamonds     | 2:4        | Kashima Antlers     |
| 20 de septiembre | Nagoya    | Estadio Atlético Mizuho   | Cerezo Osaka           | 1:0        | Nagoya Grampus      |
| 20 de septiembre | Kashima   | Estadio de Kashima        | Universidad de Tsukuba | 0:2        | Omiya Ardija        |
| 20 de septiembre | Yokohama  | Estadio Mitsuzawa         | Yokohama F. Marinos    | 3:2 (t.s.) | Sanfrecce Hiroshima |
| 20 de septiembre | Nagano    | Estadio Nagano U          | Nagano Parceiro        | 0:1        | Júbilo Iwata        |
| 20 de septiembre | Kawasaki  | Estadio Atlético Todoroki | Kawasaki Frontale      | 4:1        | Shimizu S-Pulse     |
| 20 de septiembre | Suita     | Estadio de Fútbol         | Gamba Osaka            | 2:3        | Kashiwa Reysol      |

| 20 de septiembre de 2017, 19:03 | Matsumoto Yamaga | 0:2 (0:1) | Vissel Kobe                  | Estadio de Matsumoto, Matsumoto                             |                                                             |
|                                 |                  | Reporte   | Hashimoto 23' · Watanabe 81' | Asistencia: 6.721 espectadores Árbitro(s): Yūichi Nishimura | Asistencia: 6.721 espectadores Árbitro(s): Yūichi Nishimura |

| 20 de septiembre de 2017, 19:00 | Urawa Red Diamonds         | 2:4 (0:1) | Kashima Antlers                                  | Estadio Atlético, Kumagaya                                     |                                                                |
|                                 | Ljubijankič 59' · Mutō 69' | Reporte   | Kanazaki 7', 51' (pen.) · Nakamura 74' · Doi 90' | Asistencia: 10.051 espectadores Árbitro(s): Hiroyoshi Takayama | Asistencia: 10.051 espectadores Árbitro(s): Hiroyoshi Takayama |

| 20 de septiembre de 2017, 19:03 | Cerezo Osaka | 1:0 (1:0) | Nagoya Grampus | Estadio Atlético Mizuho, Nagoya                            |                                                            |
|                                 | Fukumitsu 6' | Reporte   |                | Asistencia: 6.569 espectadores Árbitro(s): Yoshirō Imamura | Asistencia: 6.569 espectadores Árbitro(s): Yoshirō Imamura |

| 20 de septiembre de 2017, 19:04 | Universidad de Tsukuba | 0:2 (0:1) | Omiya Ardija            | Estadio de Kashima, Kashima                              |                                                          |
|                                 |                        | Reporte   | Shimizu 28' (pen.), 85' | Asistencia: 2.429 espectadores Árbitro(s): Hajime Matsuo | Asistencia: 2.429 espectadores Árbitro(s): Hajime Matsuo |

| 20 de septiembre de 2017, 19:03 | Yokohama F. Marinos               | 3:2 (2:2, 0:2) (t. s.) | Sanfrecce Hiroshima            | Estadio Mitsuzawa, Yokohama                               |                                                           |
|                                 | Hugo Vieira 54' (pen.), 88', 120' | Reporte                | Minagawa 7' · Felipe Silva 14' | Asistencia: 6.026 espectadores Árbitro(s): Yūdai Yamamoto | Asistencia: 6.026 espectadores Árbitro(s): Yūdai Yamamoto |

| 20 de septiembre de 2017, 19:03 | Nagano Parceiro | 0:1 (0:0) | Júbilo Iwata | Estadio Nagano U, Nagano                                   |                                                            |
|                                 |                 | Reporte   | Saitō 52'    | Asistencia: 6.276 espectadores Árbitro(s): Hiroyuki Kimura | Asistencia: 6.276 espectadores Árbitro(s): Hiroyuki Kimura |

| 20 de septiembre de 2017, 19:03 | Kawasaki Frontale                   | 4:1 (2:1) | Shimizu S-Pulse | Estadio Atlético Todoroki, Kawasaki                           |                                                               |
|                                 | Morimoto 8', 41', 49' · Eduardo 85' | Reporte   | Duke 23'        | Asistencia: 7.641 espectadores Árbitro(s): Kōichirō Fukushima | Asistencia: 7.641 espectadores Árbitro(s): Kōichirō Fukushima |

| 20 de septiembre de 2017, 19:03 | Gamba Osaka                 | 2:3 (0:1) | Kashiwa Reysol                | Estadio de Fútbol, Suita                              |                                                       |
|                                 | Nagasawa 60' · Ideguchi 81' | Reporte   | Cristiano 45', 52' · Koga 48' | Asistencia: 5.324 espectadores Árbitro(s): Ryūji Satō | Asistencia: 5.324 espectadores Árbitro(s): Ryūji Satō |

#### Cuartos de final
| Fecha         | Ciudad   | Estadio                                 | Local               | Resultado   | Visitante       |
| ------------- | -------- | --------------------------------------- | ------------------- | ----------- | --------------- |
| 25 de octubre | Kōbe     | Estadio Conmemorativo de la Universiada | Vissel Kobe         | (5) 1:1 (4) | Kashima Antlers |
| 25 de octubre | Osaka    | Estadio Kincho                          | Cerezo Osaka        | 2:0         | Omiya Ardija    |
| 25 de octubre | Yokohama | Estadio Mitsuzawa                       | Yokohama F. Marinos | 1:0         | Júbilo Iwata    |
| 25 de octubre | Kawasaki | Estadio Atlético Todoroki               | Kawasaki Frontale   | 0:1         | Kashiwa Reysol  |

| 25 de octubre de 2017, 19:03 | Vissel Kobe                                     | 1:1 (1:1, 0:0) (t. s.)(5:4 p.) | Kashima Antlers                              | Estadio Conmemorativo de la Universiada, Kōbe              |                                                            |
|                              | Havenaar 90+4'                                  | Reporte                        | Shōji 63'                                    | Asistencia: 5.186 espectadores Árbitro(s): Hiroyuki Kimura | Asistencia: 5.186 espectadores Árbitro(s): Hiroyuki Kimura |
|                              |                                                 | Tiros desde el punto penal     |                                              |                                                            |                                                            |
|                              | Havenaar · Nilton · Watanabe · Fujita · Iwanami |                                | Ogasawara · Nishi · Nakamura · Misao · Shōji |                                                            |                                                            |

| 25 de octubre de 2017, 19:03 | Cerezo Osaka                 | 2:0 (1:0) | Omiya Ardija | Estadio Kincho, Osaka                                  |                                                        |
|                              | Fukumitsu 23' · Sawakami 54' | Reporte   |              | Asistencia: 4.526 espectadores Árbitro(s): Jumpei Iida | Asistencia: 4.526 espectadores Árbitro(s): Jumpei Iida |

| 25 de octubre de 2017, 19:03 | Yokohama F. Marinos | 1:0 (0:0) | Júbilo Iwata | Estadio Mitsuzawa, Yokohama                               |                                                           |
|                              | 81' (a.g.)          | Reporte   |              | Asistencia: 9.696 espectadores Árbitro(s): Masaaki Iemoto | Asistencia: 9.696 espectadores Árbitro(s): Masaaki Iemoto |

| 25 de octubre de 2017, 19:30 | Kawasaki Frontale | 0:1 (0:0) | Kashiwa Reysol | Estadio Atlético Todoroki, Kawasaki                           |                                                               |
|                              |                   | Reporte   | Cristiano 61'  | Asistencia: 9.968 espectadores Árbitro(s): Nobutsugu Murakami | Asistencia: 9.968 espectadores Árbitro(s): Nobutsugu Murakami |

#### Semifinales
| Fecha           | Ciudad   | Estadio                   | Local               | Resultado  | Visitante      |
| --------------- | -------- | ------------------------- | ------------------- | ---------- | -------------- |
| 23 de diciembre | Osaka    | Estadio Nagai             | Vissel Kobe         | 1:3 (t.s.) | Cerezo Osaka   |
| 23 de diciembre | Kawasaki | Estadio Atlético Todoroki | Yokohama F. Marinos | 2:1 (t.s.) | Kashiwa Reysol |

| 23 de diciembre de 2017, 13:04 | Vissel Kobe | 1:3 (1:1, 0:0) (t. s.) | Cerezo Osaka                               | Estadio Nagai, Osaka                                       |                                                            |
|                                | Ōmori 90'   | Reporte                | Mizunuma 90+1' · Kakitani 98' · Souza 114' | Asistencia: 24.833 espectadores Árbitro(s): Yūdai Yamamoto | Asistencia: 24.833 espectadores Árbitro(s): Yūdai Yamamoto |

| 23 de diciembre de 2017, 15:05 | Yokohama F. Marinos        | 2:1 (1:1, 0:1) (t. s.) | Kashiwa Reysol  | Estadio Atlético Todoroki, Kawasaki                     |                                                         |
|                                | Itō 69' · Hugo Vieira 118' | Reporte                | Ramon Lopes 11' | Asistencia: 20.696 espectadores Árbitro(s): Jumpei Iida | Asistencia: 20.696 espectadores Árbitro(s): Jumpei Iida |

#### Final
| Fecha              | Ciudad  | Estadio              | Local        | Resultado  | Visitante           |
| ------------------ | ------- | -------------------- | ------------ | ---------- | ------------------- |
| 1 de enero de 2018 | Saitama | Estadio Saitama 2002 | Cerezo Osaka | 2:1 (t.s.) | Yokohama F. Marinos |

| 1 de enero de 2018, 14:42 | Cerezo Osaka                | 2:1 (1:1, 0:1) (t. s.) | Yokohama F. Marinos | Estadio Saitama 2002, Saitama                           |                                                         |
|                           | Yamamura 65' · Mizunuma 95' | Reporte                | Itō 8'              | Asistencia: 42.029 espectadores Árbitro(s): Minoru Tōjō | Asistencia: 42.029 espectadores Árbitro(s): Minoru Tōjō |

|                                 |
| Bandera de Prefectura de Osaka  |
| Campeón Cerezo Osaka 4.º título |